# Love in the Time of Science
Love in the Time of Science es un álbum de la cantante islandesa Emilíana Torrini. Fue lanzado en 1999 y contó con gran variedad de colaboradores, entre ellos Roland Orzabal, Alan Griffiths, Eg White y Mark Abis. Su nombre hace referencia a la novela del colombiano Gabriel García Márquez, El amor en los tiempos del cólera (1985).

## Listado de temas
1. "To Be Free" – 3:25
2. "Wednesday's Child" – 3:54
3. "Baby Blue" – 4:05
4. "Dead Things" – 4:25
5. "Unemployed in Summertime" – 3:46
6. "Easy" – 3:22
7. "Fingertips" – 3:43
8. "Telepathy" – 4:01
9. "Tuna Fish" – 3:13
10. "Summerbreeze" – 3:48
11. "Sea People" – 1:12

## Sencillos
- «Baby Blue»
- «Dead Things»
- «To Be Free»
- «Unemployed in Summertime»
- «Easy»

- Datos: Q45565